# وتر قوس

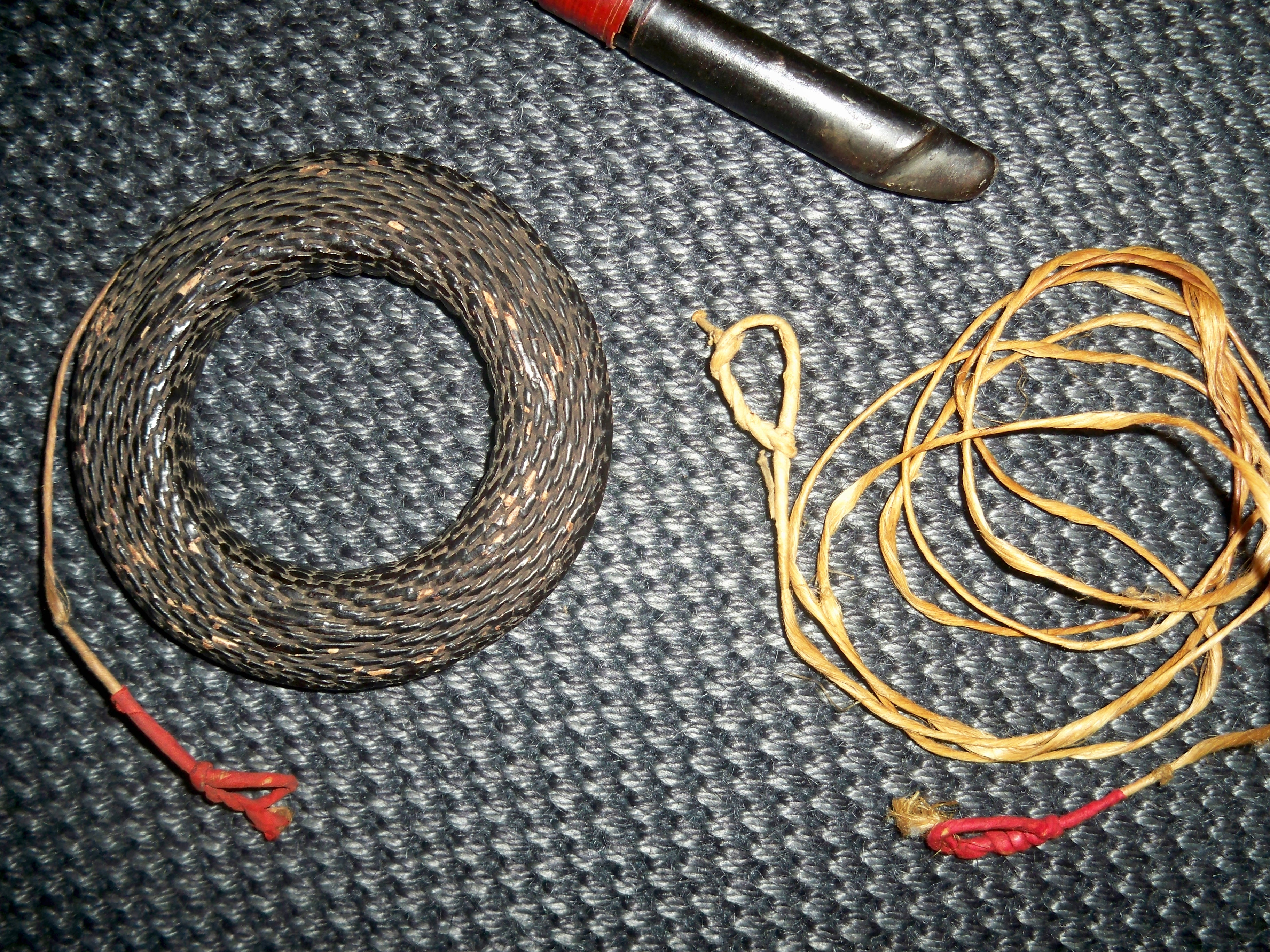
وتر القوس ياباني وحامل الوتر المنسوج

وتر قوس هو وتر يربط طرفي القوس ويطلق السهم. وتشمل الخصائص المرغوبة الوزن الخفيف والقوة ومقاومة التآكل ومقاومة الماء. الكتلة لها التأثير الأكبر في مركز الوتر؛ واحد غرام من الكتلة الإضافية في منتصف الوتر يؤدي إلى إبطاء السهم بنحو 3.5 غرام عند الطرفين.